# Бијеј
Бијеј (фр. Bueil) је насељено место у Француској у региону Горња Нормандија, у департману Ер.
По подацима из 2011. године у општини је живело 1469 становника, а густина насељености је износила 299,19 становника/km².

## Демографија
| 1962. | 1968. | 1975. | 1982. | 1990. | 2011. |
| ----- | ----- | ----- | ----- | ----- | ----- |
| 444   | 455   | 526   | 1.003 | 1.331 | 1.469 |